# Tage Gussing
Tage Peter Gussing (i riksdagen kallad Gussing i Ystad), född 18 mars 1851 i Ystad, död där 16 december 1908, var en svensk domare och politiker (liberal).
Gussing avlade hovrättsexamen vid Lunds universitet 1874 och gjorde därefter domstolskarriär, främst i hovrätten över Skåne och Blekinge. År 1890 utsågs han till rådman i Ystad, där han också hade förtroendeuppdrag i stadens förvaltning.

Han var riksdagsledamot 1899–1902 i andra kammaren för Ystads stads valkrets. I riksdagen tillhörde han från 1900 Liberala samlingspartiet. Han var bland annat suppleant i lagutskottet 1901–1902.

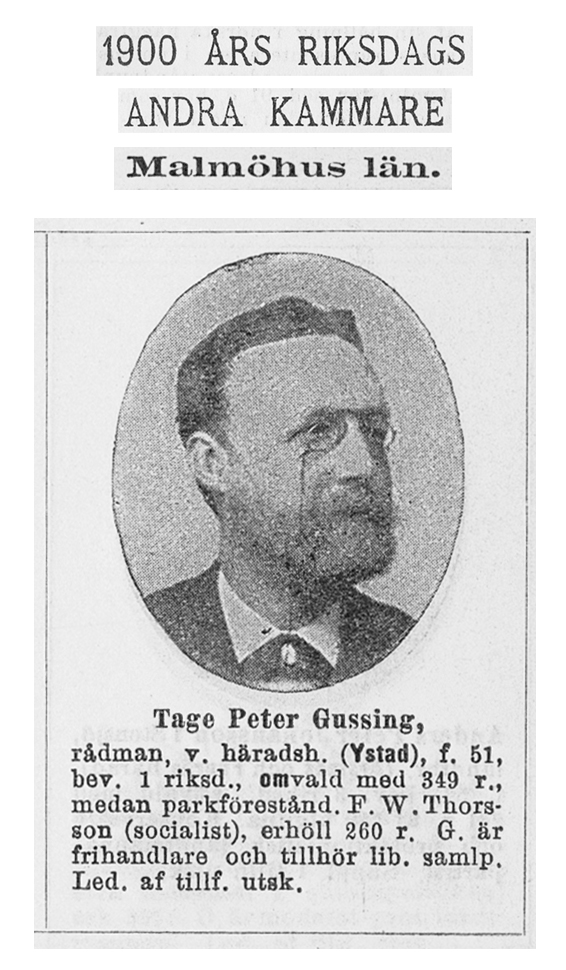
1900 års riksdag